# Rio Piraí (Santa Catarina)
Pour les articles homonymes, voir Rio Piraí.

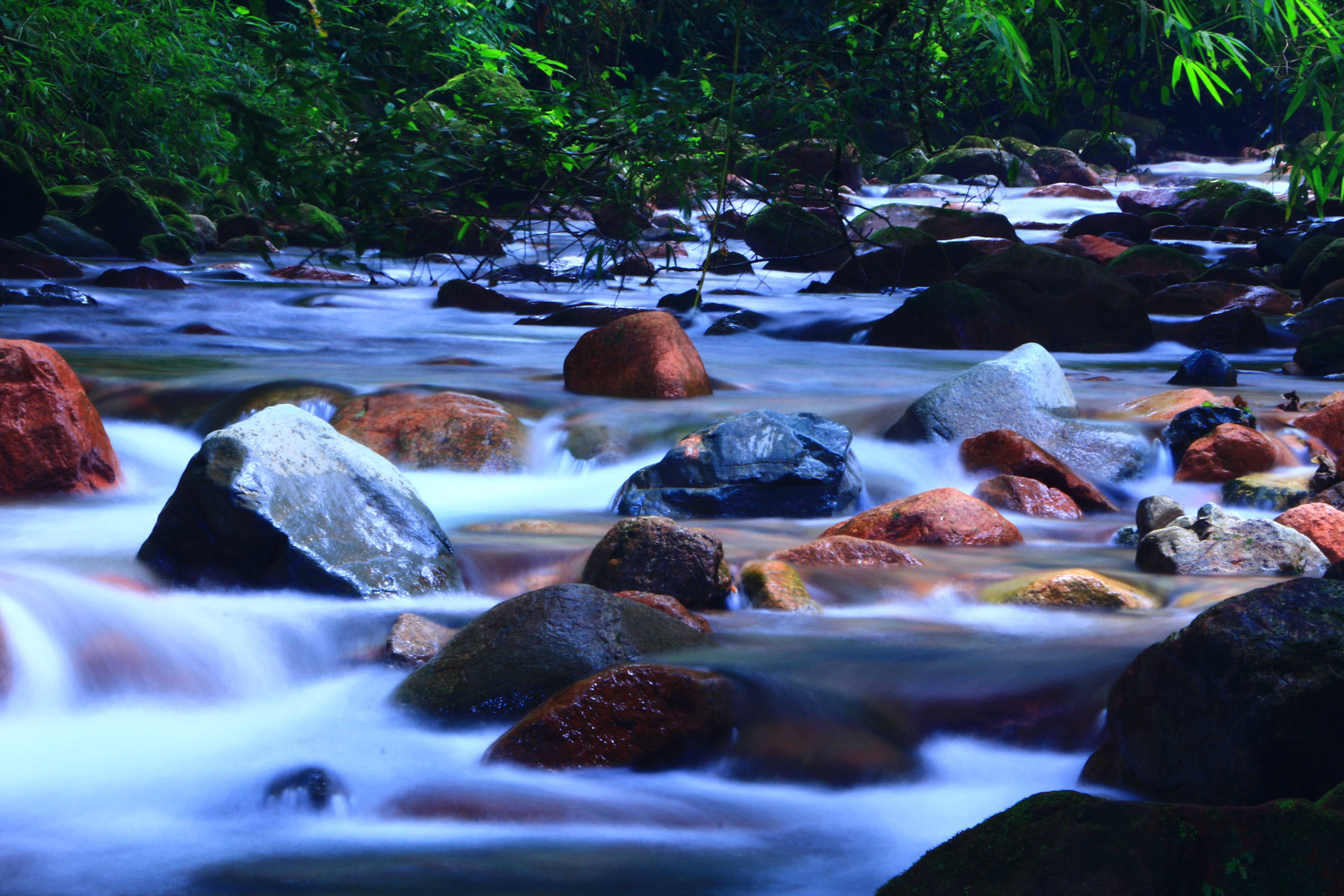
Le rio Piraí près de sa source, dans la municipalité de Joinville.

Le rio Piraí est une rivière brésilienne de l'État de Santa Catarina.
Il naît sur le territoire de la municipalité de Joinville, dans la serra Dona Francisca (partie de la Serra do Mar), dans le nord de l'État de Santa Catarina. Il s'écoule vers le sud-est avant de se jeter dans le rio Itapocu, non loin  de la localité d'Itapocu. Parmi ses affluents, on peut citer le rio do Salto.
Le rio Piraí est le principal affluent du rio Itapocu. Son cours s'étend environ sur 60 km, baignant les municipalités de Joinville et Araquari.